# Glashütte Becker

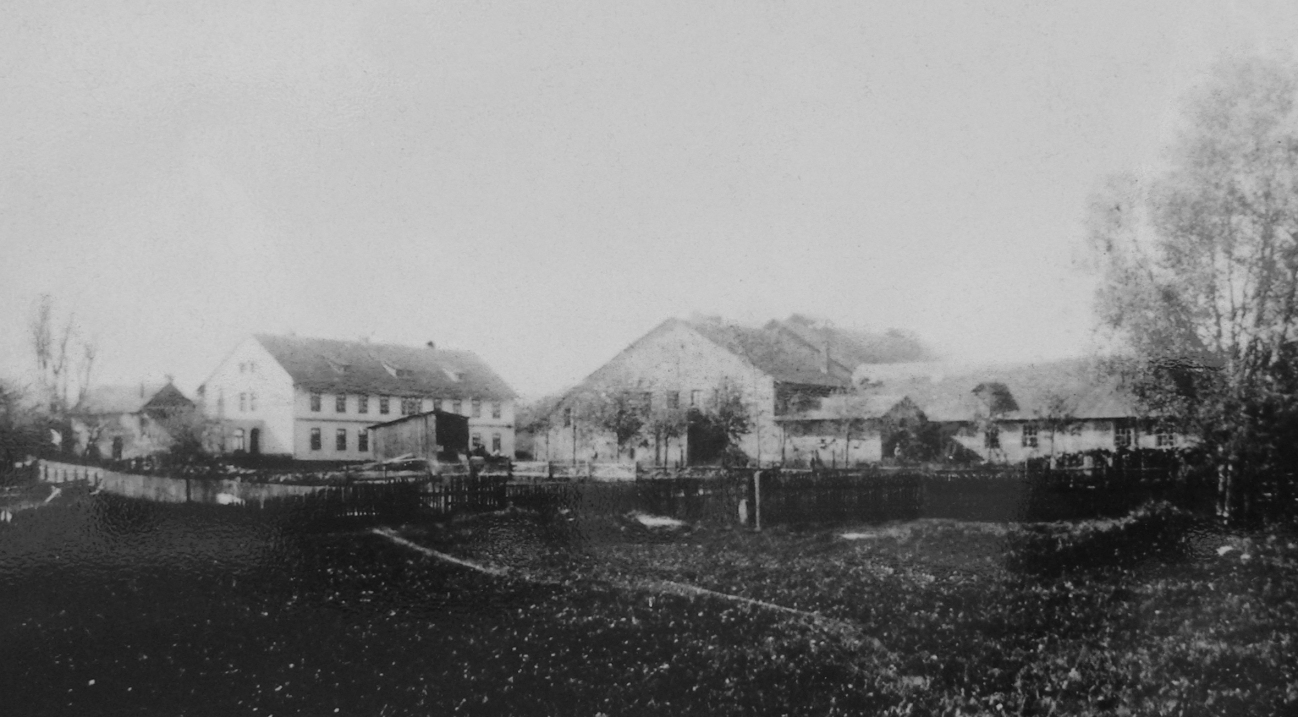
Glashütte Becker um 1900

Die Glashütte Becker wurde um 1850 als Tafelglashütte in Neuhaus im Solling gegründet und produzierte bis zu Betriebsstilllegung in den 1920er Jahren überwiegend Flachglas. Die von einem Angehörigen der Glasmacherfamilie Becker errichtete Hütte war Vorläufer der nahe gelegenen Georgshütte in Boffzen.

## Betrieb
Die ersten Gebäude der Glashütte Becker entstanden in den Jahren 1848 bis 1850. Die Glasmacher stammten aus Böhmen, Thüringen, Hessen, Westfalen und aus dem benachbarten Ort Mühlenberg, wo 1841 eine Glashütte abgebrannt war. Der zur Glasschmelze benötigte Quarzsand wurde in der Nähe der Hütte gefördert. Ab etwa dem Jahr 1900 kam der Sand aus der Sandwäsche am Langenberg, wo 10 Bergleute beschäftigt waren. Um die Glaswaren von der Glashütte in Neuhaus zum Bahnhof Fürstenberg in Boffzen zu transportieren, verfügte der Betrieb über 10 Pferde. Die Glasöfen wurden bis zur Ablösung durch die Holzgasfeuerung 1870 mit Holz befeuert. Zu dieser Zeit verfügte die Hütte über 10 Glasschmelzöfen, von denen in neun weißes Glas und in einem farbigen Glas hergestellt wurde. 1910 kooperierte die Glashütte mit der Glashütte Grünenplan bei der Herstellung von Brillengläsern und Uhrglasdeckeln. Im Jahr 1920 waren nur noch vier Glasschmelzöfen in Betrieb, was in der wirtschaftlichen Krise nach dem Ersten Weltkrieg begründet war.

## Geschichte

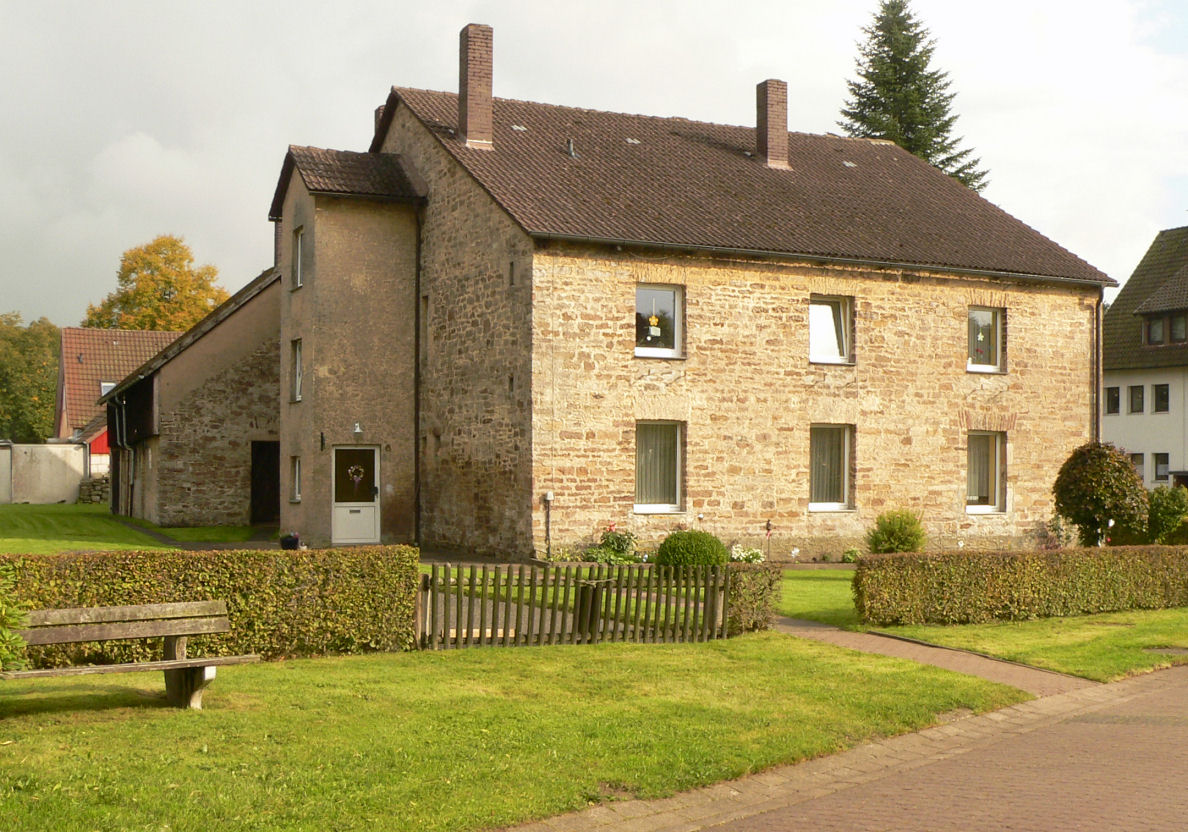
Frühere Schneidstube der Glashütte

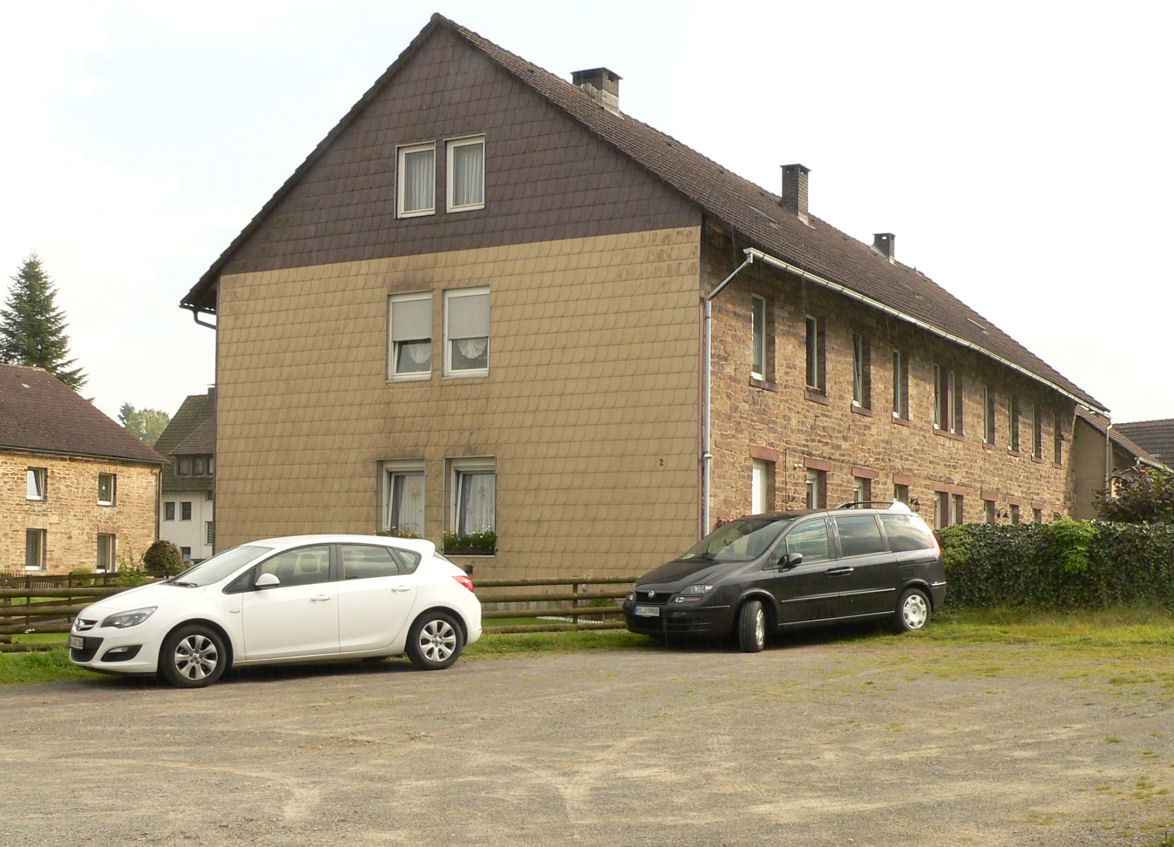
Ehemaliges Herrenhaus

Gründer der Glashütte war Norbert Becker aus Westfalen (1799–1879), ein Angehöriger der Glasmacherfamilie Becker. Mitglieder der Familie waren seit Anfang des 15. Jahrhunderts in der Glasproduktion tätig und werden im Spessartbrief als ältester Glasmacherordnung 1406 erwähnt. Im 15. und 16. Jahrhundert ist der Name bei Glasmachern im Bereich des Kaufunger Waldes nachweisbar. Neben der Glashütte in Neuhaus gründete Norbert Becker 1856 die Glashütte Rottmünde im Solling oberhalb von Boffzen. Später übernahm sein Sohn Ludwig Wilhelm Becker (1839–1913) die Glashütte in Neuhaus und die Glashütte Rottmünde. 1872 gründete er die Georgshütte in Boffzen.
Nach dem Ersten Weltkrieg geriet die Glashütte Becker, wie auch andere Glashütten der Gegend, in eine wirtschaftliche Krise aufgrund Kohlemangels, fehlender Aufträge und Inflation. Der damalige Besitzer August Becker (1872–1938) veräußerte die in wirtschaftlichen Nöten befindliche Hütte 1922 für rund 33.000 Mark an die Deutsche Spiegelglas AG (DESAG) und leitete sie als deren Angestellter weiter. Der Standort im waldreichen Solling hatte den Vorteil einer günstigen Brennholzversorgung zum Beheizen der Glasschmelzöfen. Bedingt durch die allgemeine Wirtschaftskrise legte die DESAG die Glashütte Becker als Außenbetrieb 1925 still. Bis dahin hatte der Betrieb zwischen 70 und 85 Mitarbeiter. Auch ein 1926 erfolgter Rückkauf der Hütte durch den Alteigentümer August Becker konnte die endgültige Produktionseinstellung 1928 nicht verhindern. Die Fabrikgebäude wurden erst 1981 abgerissen. Auf dem früheren Hüttenplatz entstanden ab 1982 Wohngebäude. Einige Gebäude der Glashütte haben sich erhalten, wie das ehemalige Herrenhaus, die Schneidstube, die Packdiele und ein Teile des Pferdestalls. Im Ortsbild finden sich noch einige frühere Wohngebäude der Glasmacher.